# Sybra poeciloptera
Sybra poeciloptera är en skalbaggsart som beskrevs av Aurivillius 1917. Sybra poeciloptera ingår i släktet Sybra och familjen långhorningar. Inga underarter finns listade i Catalogue of Life.